# Schaliënmolen
De Schaliënmolen is een voormalige windmolen in de Belgische gemeente Tessenderlo, gelegen aan Achterheide 7. Het betrof een houten achtkante bovenkruier die fungeerde als korenmolen.

## Geschiedenis
Reeds in 1336 was er sprake van een molen op deze plaats. Toen werd een houten standaardmolen door de Graaf van Loon geschonken aan de Abdij van Averbode.
De huidige molen stamt van 1830. In hetzelfde jaar werden de kap en de wieken door een storm afgerukt en pas in 1860 weer hersteld. Tot midden jaren 1950 was deze molen nog in werking. De molen dankt zijn naam aan het feit dat hij met leisteentegels was bekleed.
Daarna raakte ze in verval, maar in 1981 werd ze beschermd. Ondanks de bescherming brokkelde ze verder af. Door conflicten kwam restauratie van deze voor België zeldzame molen niet van de grond. Om verder verval te voorkomen werd de molen in 2004 gedemonteerd en opgeslagen in afwachting van definitief herstel. Hoewel de opgeslagen onderdelen in goede staat waren en de molen volgens experts nog heropgebouwd kon worden, werd in 2022 beslist om de molen te deklasseren.